# Филлипс, Эмми
Эмми Филлипс (англ. Ammi Phillips; 1788—1865) — американский художник-портретист.

## Биография и творчество
Филлипс родился в Коулбруке, Коннектикут, в небогатой семье. Об его образовании ничего не известно. Он начал свою деятельность в качестве странствующего художника-портретиста не позднее 1811 года, которым датированы самые ранние его подписанные работы.
Филлипс в течение полувека работал в штатах Коннектикут, Массачусетс, Нью-Йорк, переезжая из города в город и создавая портреты местных жителей.
Ранние работы художника отличает светлая почти пастельная палитра, наивная моделировка объёма. В дальнейшем картины Филлипса демонстрируют больший реализм, более глубокий колорит, отражают повышенное внимание к костюму, особенно женским шалям и кружевам.
Начиная с 1840-х годов портреты Филлипса выполнены, по-видимому, более умело и уверенно. Последние работы Филлипса 1860-х годов отражают влияние дагерротипов.
За пять десятилетий Филлипс создал сотни, а возможно, тысячи портретов В настоящее время ему приписывают более шестисот сохранившихся полотен.
Эмми Филлипс скончался в 1865 году в Кертиссвилле, недалеко от Стокбриджа, штат Массачусетс.
На протяжении долгого времени Филлипс был забыт, его работы хранились лишь в семейных собраниях, пока в 1924 году несколько портретов на антикварном рынке не привлекли внимание искусствоведов, однако они не были атрибутированы. Лишь в конце 1950-х было доказано, что эти картины, как и ещё несколько сотен принадлежат кисти одного человека — Эмми Филлипса. Работы получили высокую оценку. В 1968 году выставка Филлипса проходила в Американском музее народного искусства.

## Галерея

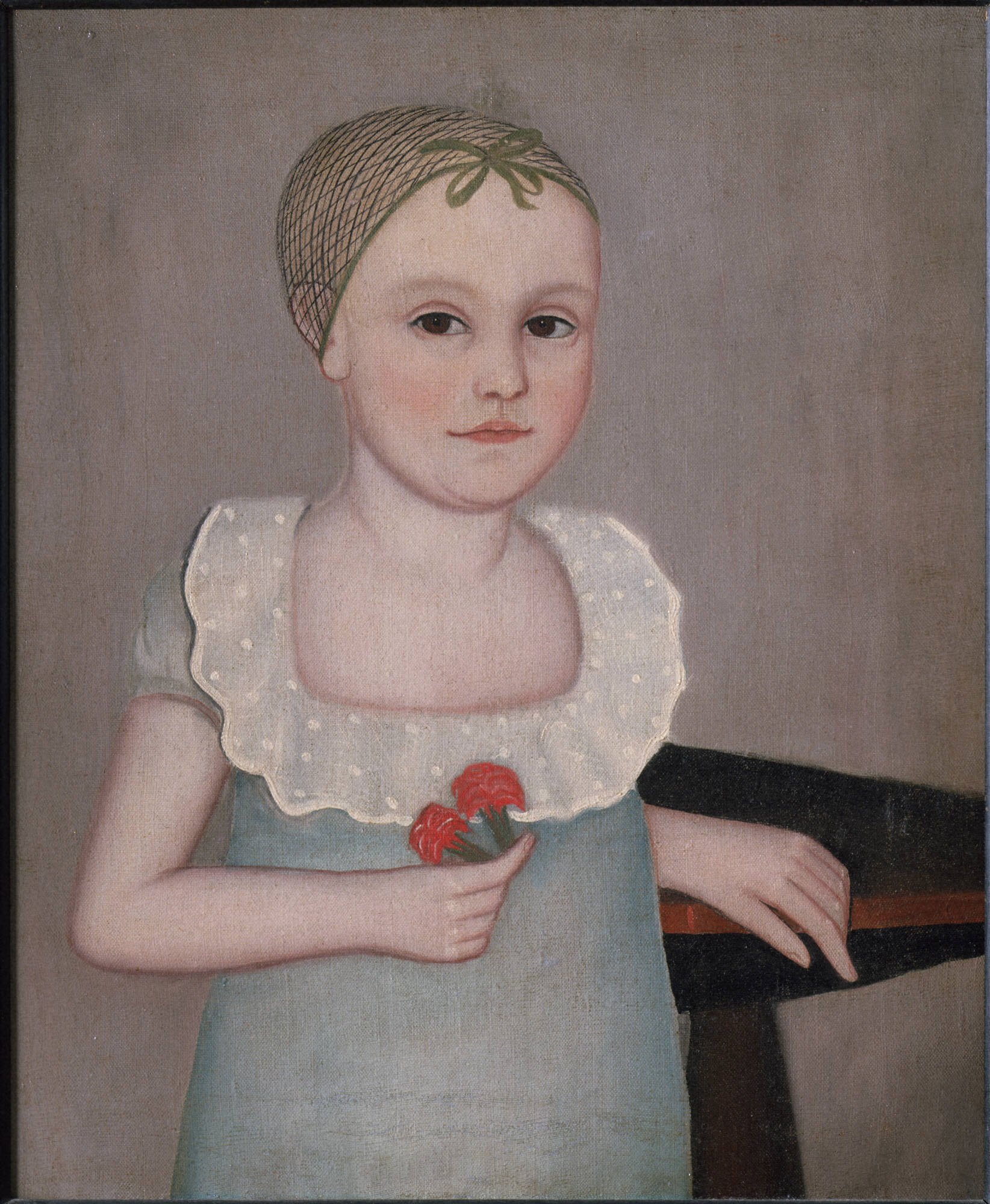
Генриетта Дорр, около 1814, Художественный музей Принстонского университета
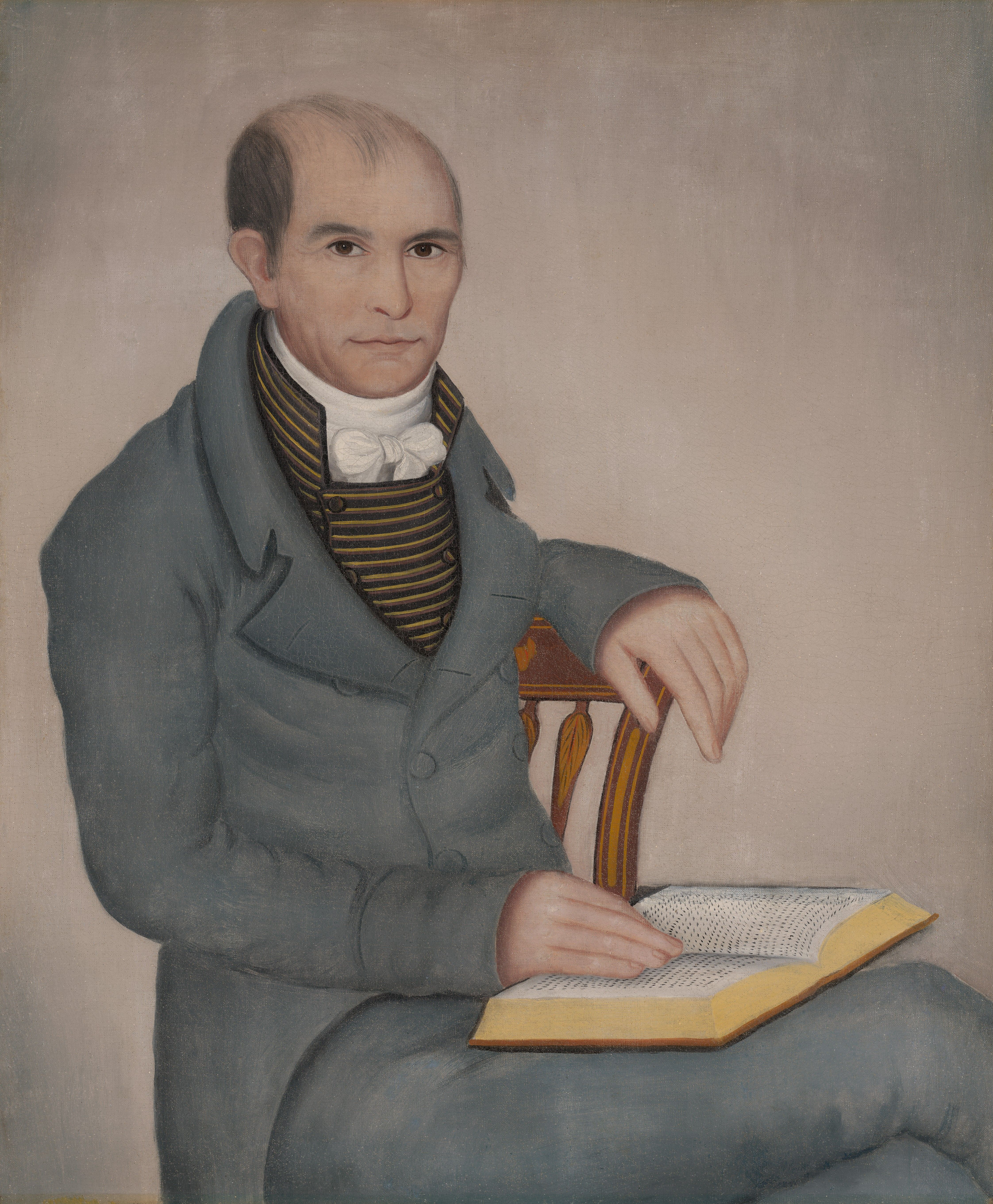
Уилбур Шерман, 1815, Художественная галерея Йельского университета
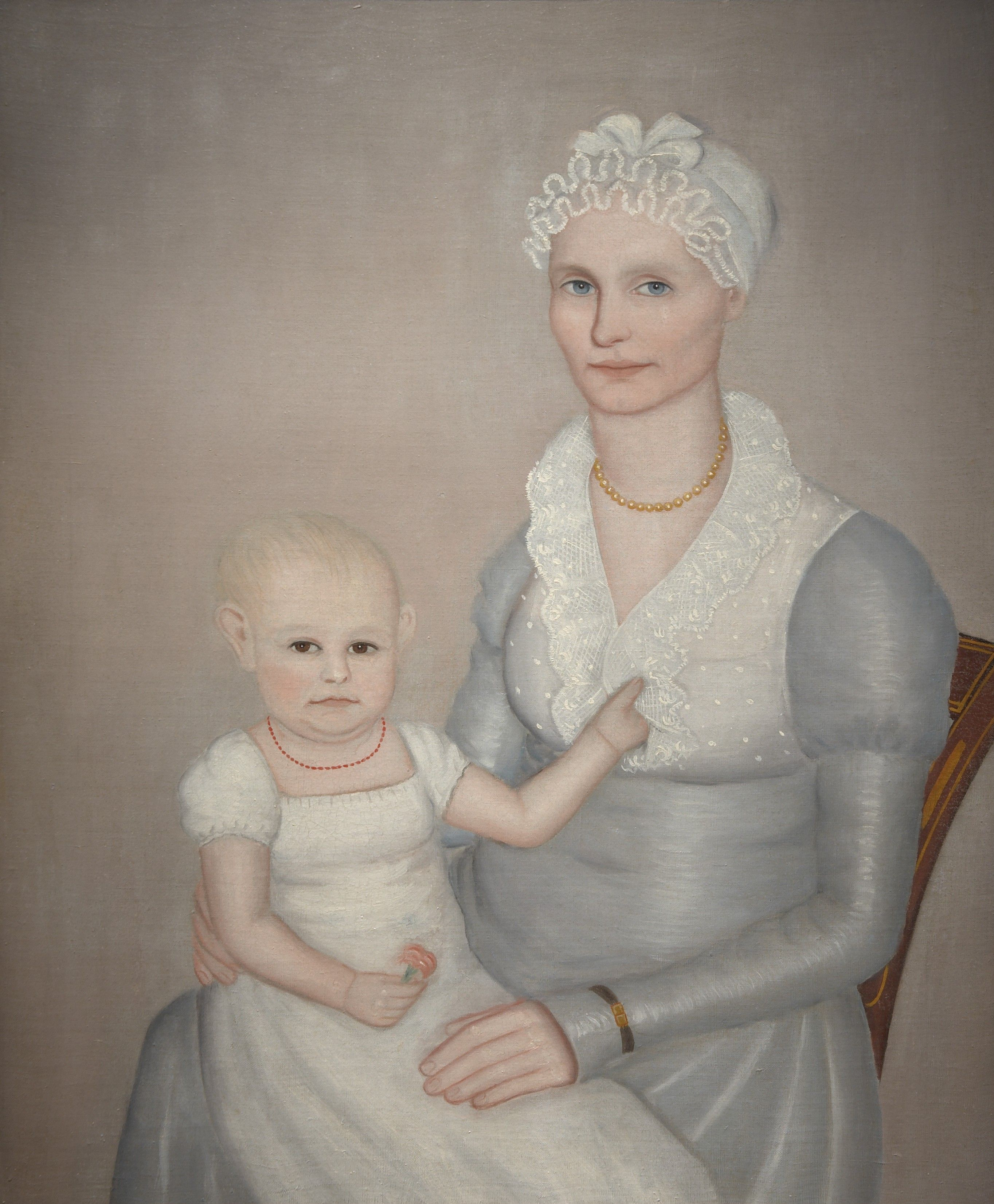
Сара “Салли” Стернс Шерман и Сара Шерман, 1815, Художественная галерея Йельского университета
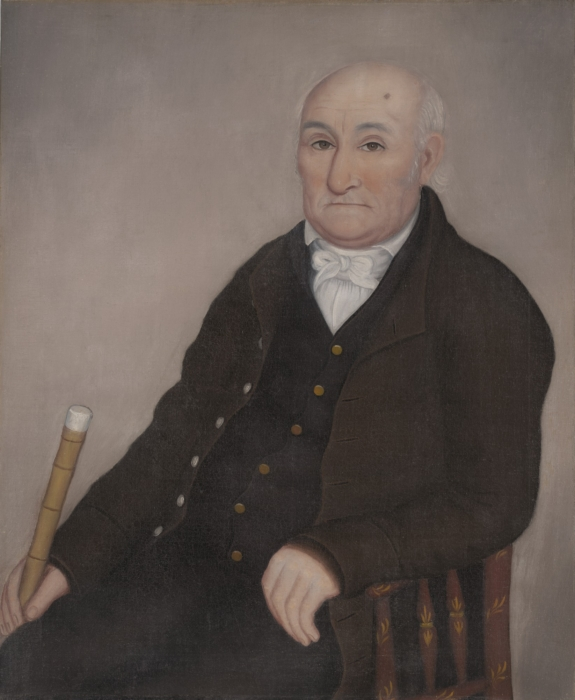
Калеб Шерман, 1815, Художественная галерея Йельского университета
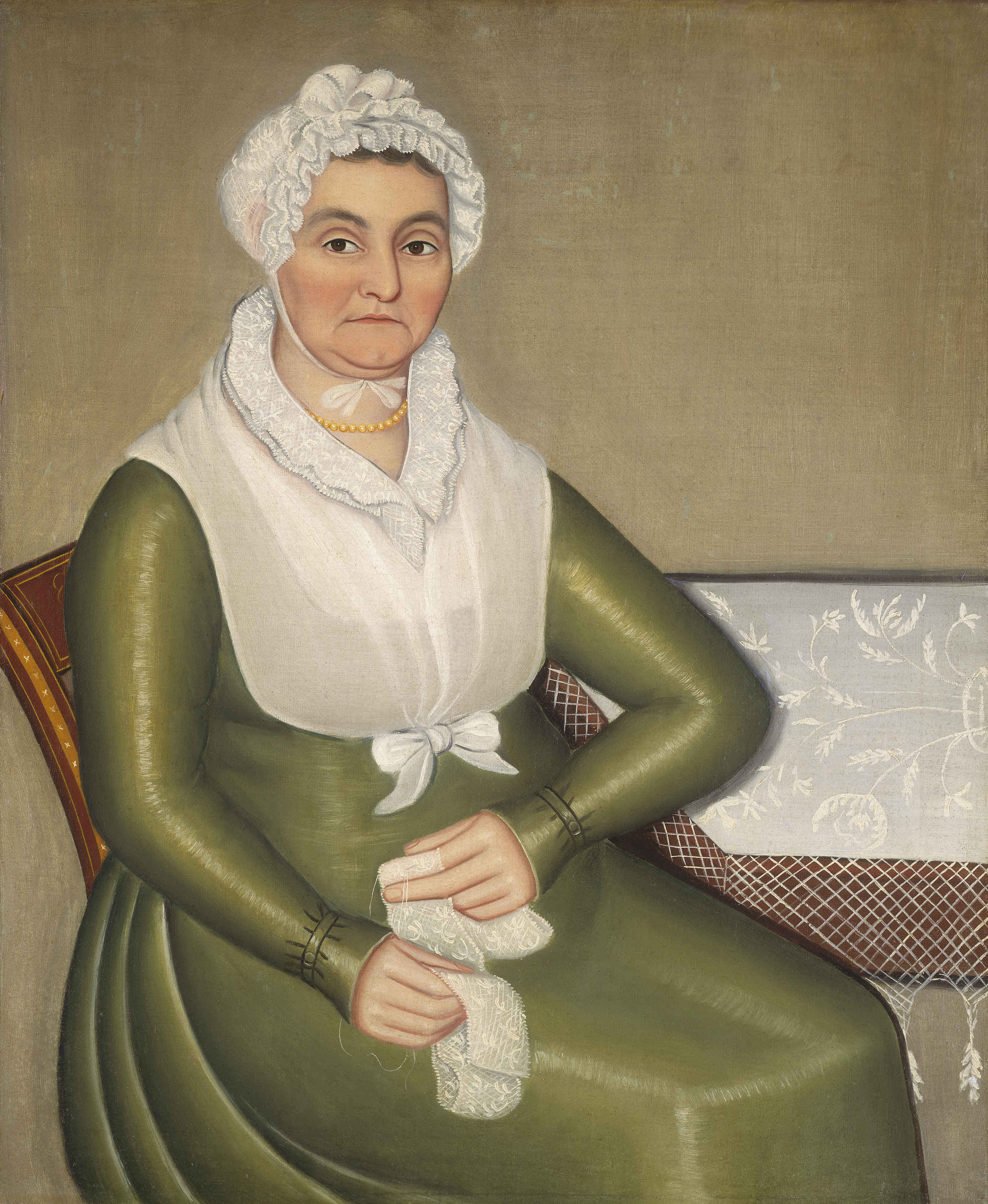
Элса Слэйд, 1816, Национальная галерея искусства, Вашингтон
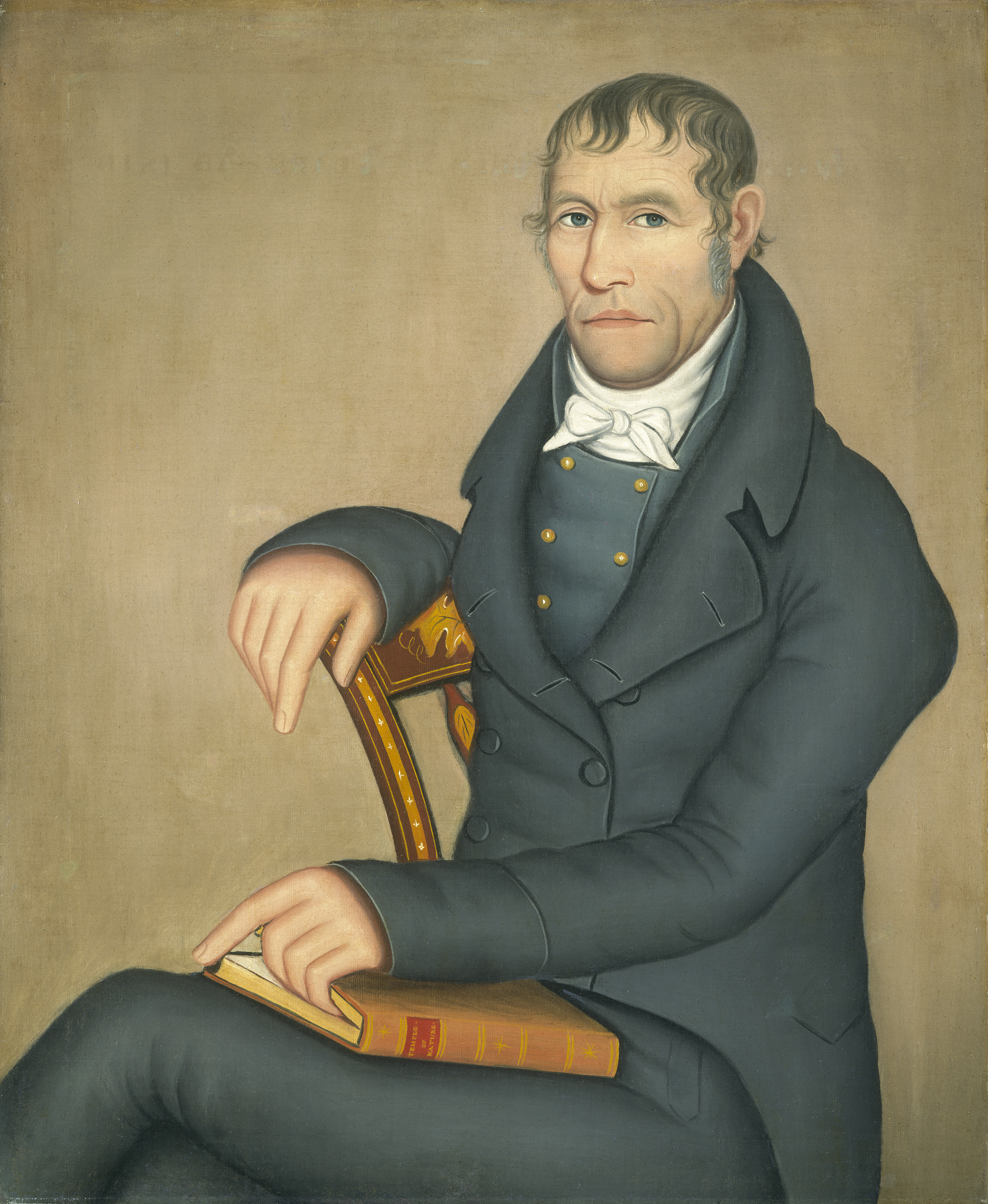
Джозеф Слэйд, 1816, Национальная галерея искусства, Вашингтон
Портрет миссис Робинсон, около 1819, Смитсоновский музей американского искусства
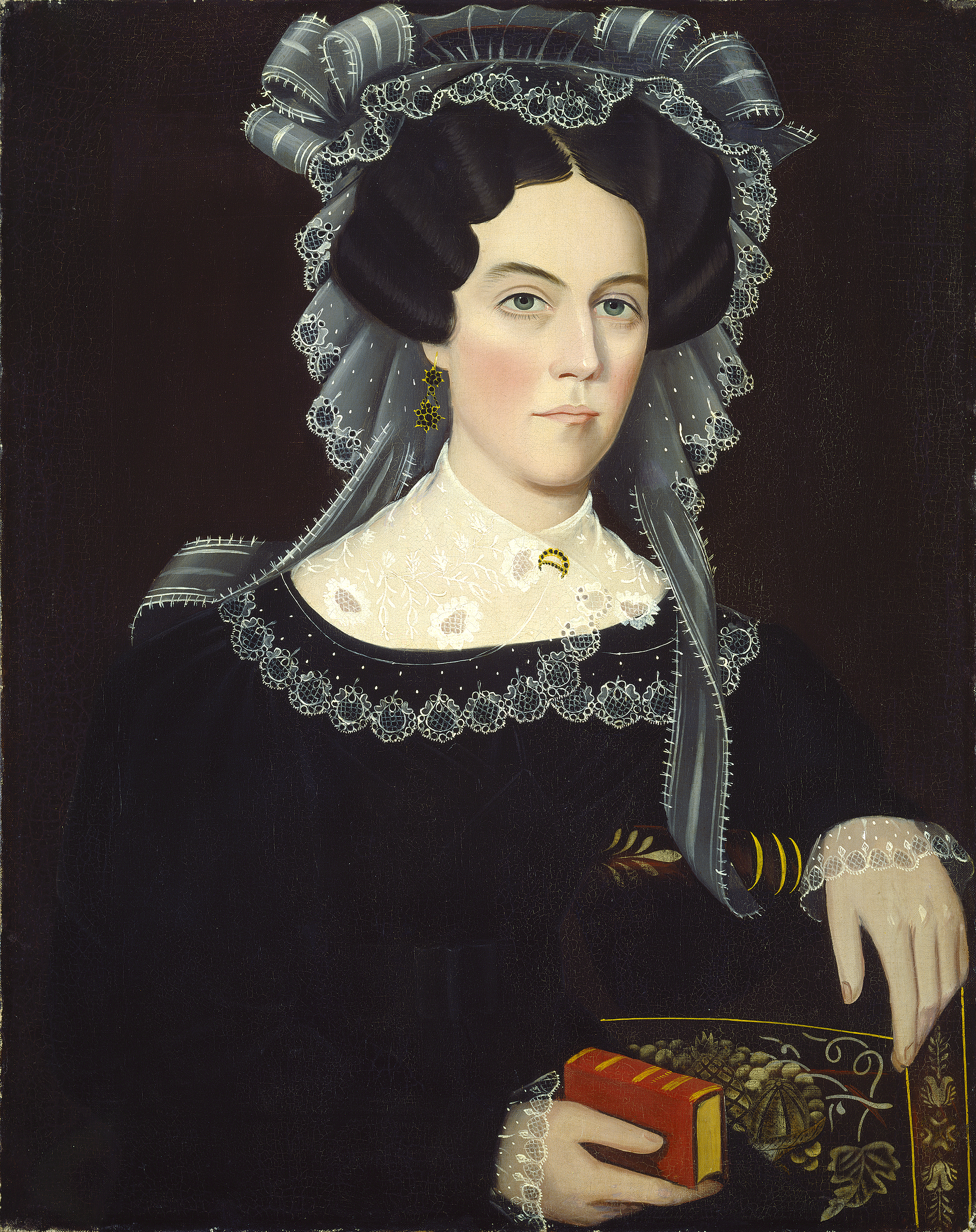
Кэтрин А. Мэй, 1830, Национальная галерея искусства, Вашингтон
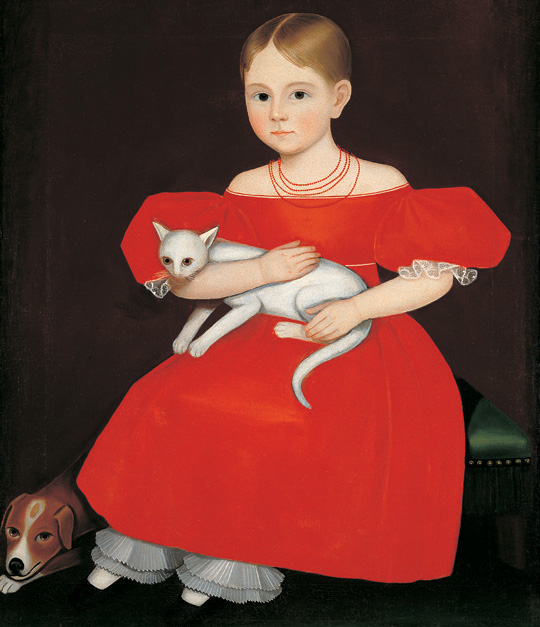
Девочка в красном с котом и собакой, 1830-1835, Американский музей народного искусства
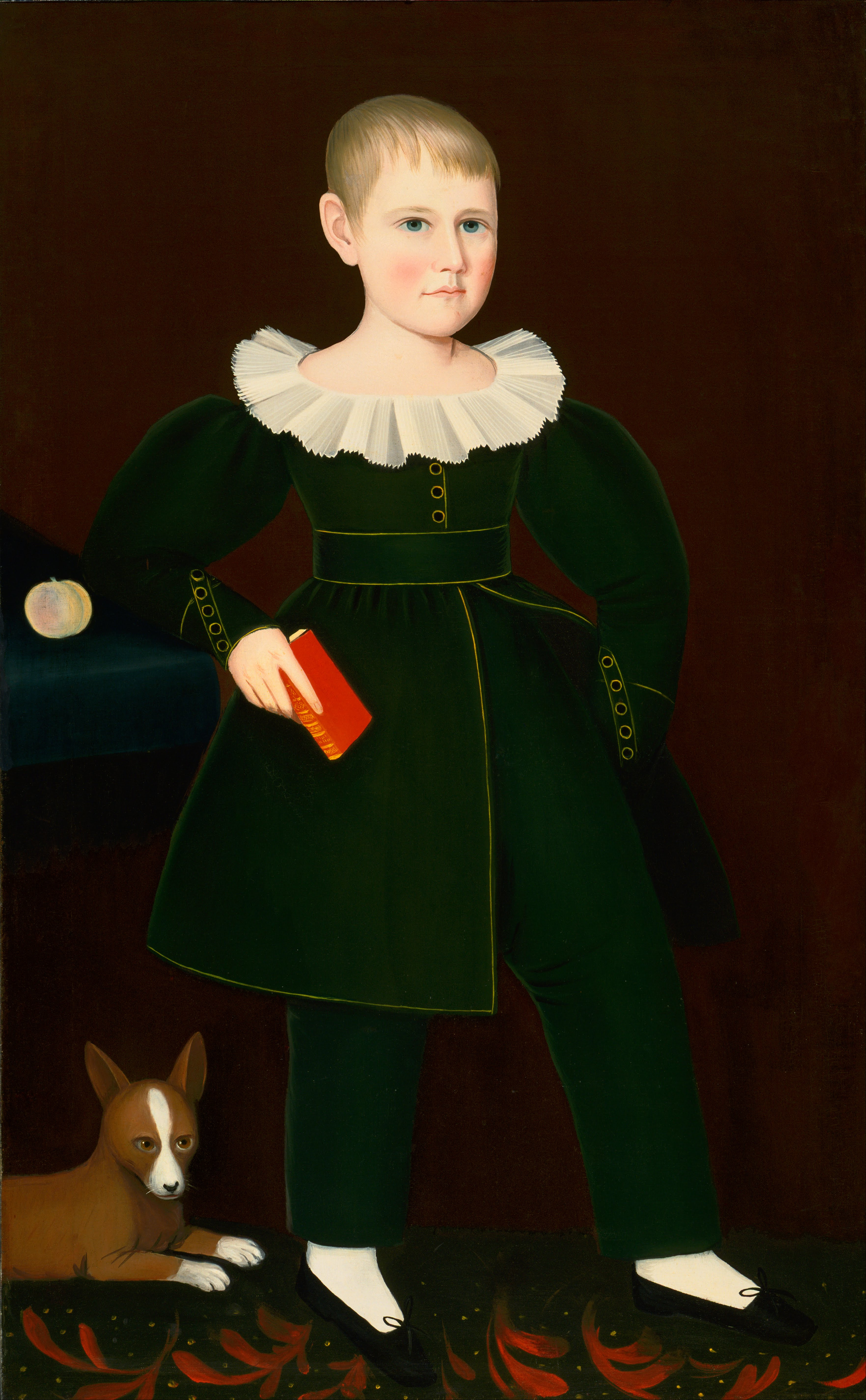
Белокурый мальчик с молитвенником, персиком и собакой, около 1836, Художественный музей Филадельфии
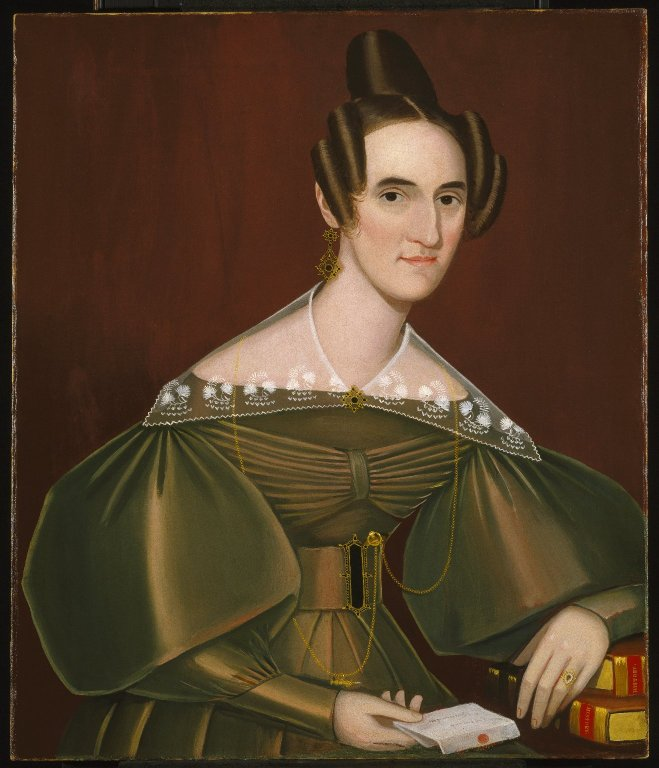
Жаннетт Вулли, позже миссис Джон Винсент Сторм, 1838, Бруклинский музей
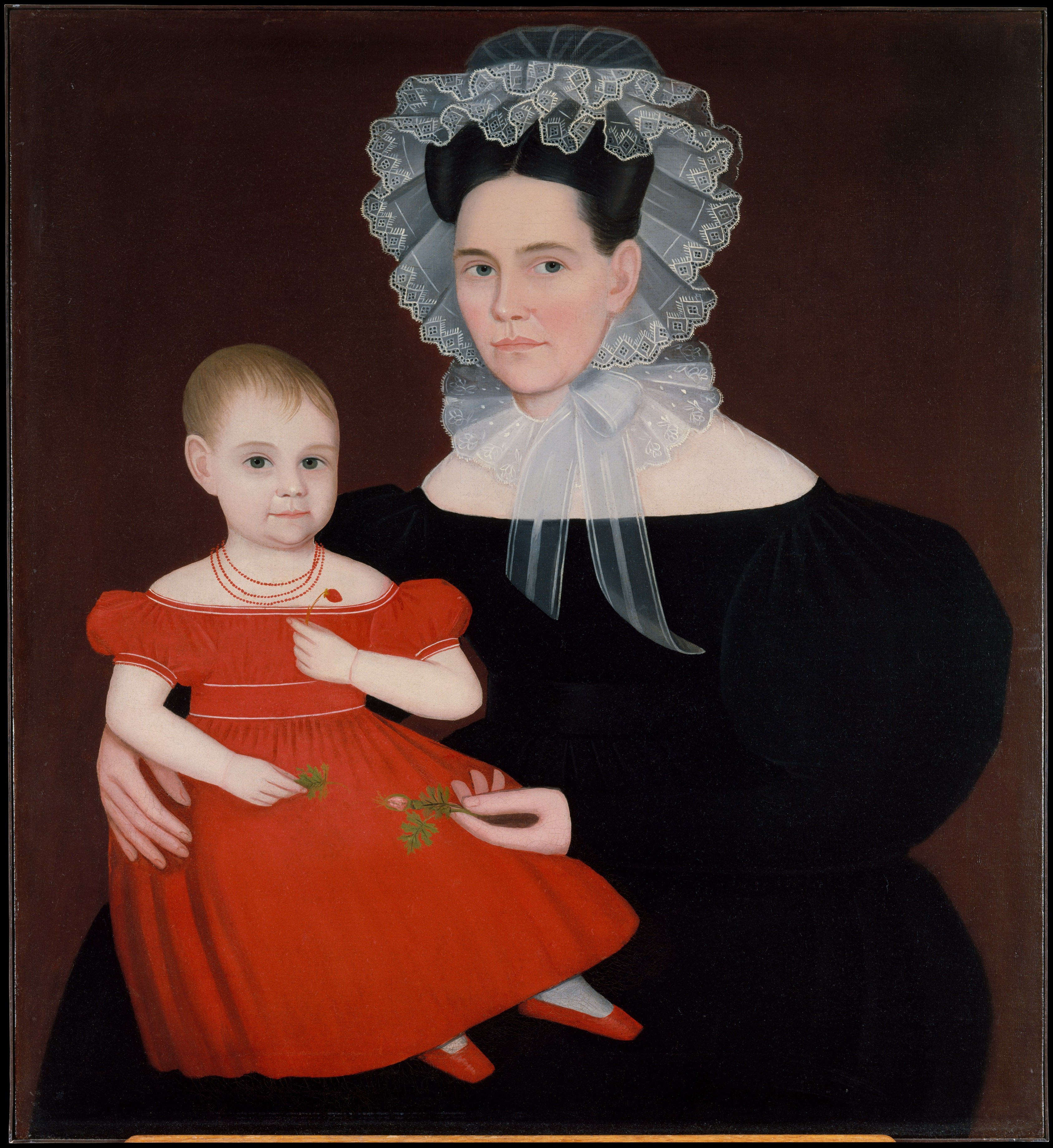
Миссис Мейер с дочерью, 1835-1840, Музей Метрополитен